# Mademoiselle
Mademoiselle (mad.mwa.zɛl) ist eine französische Anrede für Personen weiblichen Geschlechts. Die übliche Abkürzung ist Mlle oder Mlle (stets ohne Punkt). Der Plural lautet Mesdemoiselles (med.mwa.zɛl), abgekürzt Mlles oder Mlles. Die Kurzform demoiselle dient im Französischen nicht als Anrede, sondern als reguläres Substantiv mit der Bedeutung (die) junge Frau, (das) Fräulein, (das) junge Mädchen, während Mademoiselle wörtlich mein Fräulein bedeutet. Heute wird die Anrede Mademoiselle im offiziellen Sprachgebrauch durch Madame (wörtlich meine Dame) ersetzt; in der Umgangssprache ist Mademoiselle noch als Anrede junger Frauen im adoleszenten Alter üblich.
Das Wort demoiselle und das davon abgeleitete mademoiselle entspringen dem lateinischen dominicella, der Verkleinerungsform von domina (Herrin).
Ursprünglich war demoiselle (auch damoiselle) ein Adelstitel und bezog sich auf die Ehefrau des écuyer, des Schildknappen. Hingegen waren dame und die Anrede madame den Frauen des Hochadels vorbehalten. Spätestens im 17. Jh. weitete sich die Bedeutung von demoiselle auf alle jungen Frauen des gehobenen Bürgertums aus. Seit dem Ende des Ancien Régime dienten demoiselle und mademoiselle als übliche Bezeichnung oder Anrede unverheirateter Frauen jeder Gesellschaftsschicht und jeden Alters, ehe dieser Gebrauch von den späten 1960er Jahren an immer öfter infrage gestellt wurde. Während unverheiratete Frauen als mademoiselle angesprochen wurden, war Madame die Anrede verheirateter Frauen, abgekürzt Mme oder Mme, im Plural Mesdames (Mmes oder Mmes).
Heute wird die Anrede Mademoiselle in Frankreich zuweilen noch als Kompliment verstanden. Eine Ächtung wie die des deutschen Pendants Fräulein war lange Zeit kaum zu beobachten. 2011 initiierten französische Feministinnen eine Kampagne gegen die von ihnen als sexistisch empfundene Unterscheidung von Madame und Mademoiselle in behördlichen Formularen. Im Februar 2012 wurde Mademoiselle im amtlichen französischen Sprachgebrauch durch Madame ersetzt. Im März 2012 folgte das Großherzogtum Luxemburg dieser Regelung. Bereits seit 1973 war Mademoiselle in der Schweiz nicht mehr verwendet worden (parallel zur Abschaffung des deutschen Fräulein), ebenso seit 1976 in Kanada (Québec), hier parallel zur Abschaffung des englischen Miss. Die Französische Gemeinschaft Belgiens folgte 2015 mit einer ähnlichen Regelung.
Die Anrede des Mannes lautet im Französischen Monsieur. Heranwachsende männlichen Geschlechts werden in der Umgangssprache jedoch oft mit jeune homme angesprochen („junger Mann“).
Im älteren Französisch ist eine männliche Form von demoiselle oder damoiselle belegt: Ein damoiseau war zunächst ein Knappe, später wurde der Galan oder Modenarr (Geck) so bezeichnet.
Vergleichbare Bezeichnungen für junge, unverheiratete Frauen finden sich auch in anderen Sprachen, gelten aber teils als veraltet oder unerwünscht.